# Toxicocalamus stanleyanus
Toxicocalamus stanleyanus är en ormart som beskrevs av Boulenger 1903. Toxicocalamus stanleyanus ingår i släktet Toxicocalamus och familjen giftsnokar och underfamiljen havsormar. Inga underarter finns listade i Catalogue of Life.
Denna orm förekommer med flera från varandra skilda populationer på Nya Guinea. Arten lever i låglandet och i bergstrakter upp till 1200 meter över havet. Habitatet utgörs av regnskogar. Individerna gräver i lövskiktet och i det översta jordlagret. De har daggmaskar som föda. Honor lägger ägg.
Beståndet hotas regionalt av skogsröjningar. Hela populationen anses vara stabil. IUCN listar arten som livskraftig (LC).